# لاک‌پشت‌های نینجای جهش‌یافته نوجوان ۳
لاک‌پشت‌های نینجای جهش‌یافته نوجوان ۳ (به انگلیسی: Teenage Mutant Ninja Turtles III) فیلمی محصول سال ۱۹۹۳ و به کارگردانی استوارت گیلارد است. در این فیلم بازیگرانی همچون الیاس کوتیاس، پیج تورکو، ویویان وو، ساب شیمونو، استوارت ویلسون، جان ایلوارد، برایان توچی، کوری فلدمن و تیم کلهر ایفای نقش کرده‌اند. این فیلم دنباله فیلم‌های لاک‌پشت‌های نینجا و لاک پشت‌های نینجا ۲: راز اووز می‌باشد.